# Papyrus médicaux de l'Égypte antique

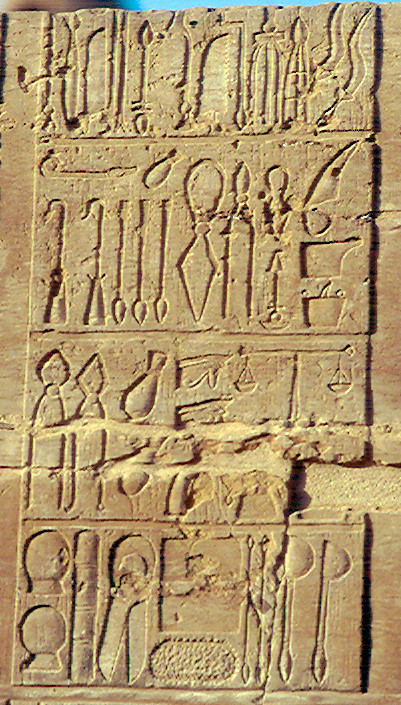
Inscription détaillant les instruments médicaux égyptiens anciens, notamment les scies à os, les ventouses, les couteaux et scalpels, les écarteurs, les balances, les lances, les ciseaux et les outils dentaires.

Les papyrus médicaux sont d'anciens textes égyptiens écrits sur des rouleaux de papier de papyrus qui nous donnent des informations précieuses sur les connaissances et les pratiques médicales de l'Égypte antique. Ces papyrus donnent des détails sur les maladies, le diagnostic et les remèdes préconisés contre les maladies qui comprennent des préparations à base de plantes, des méthodes chirurgicales, et des pratiques rituelles plus archaïques comme les sorts.
On pense qu'il y avait beaucoup de papyrus médicaux, mais nombre d'entre eux ont été perdus en raison du pillage des tombes. La plus grande étude réalisée à ce jour sur les papyrus médicaux a été menée par l'université de Berlin, elle s'intitule Medizin der alten Ägypter (médecine de l'Égypte ancienne). Actuellement, seuls douze papyrus concernent directement la pratique médicale, datant de -1820 à +250, un seul étant en hiéroglyphes, les autres étant en écriture hiératique.
Au début, la médecine égyptienne était fondée principalement sur des pratiques religieuses faisant largement appel à la magie. Les maladies étaient censées être causées par un comportement ou des actions malveillantes et l'on pensait qu'elles pouvaient être guéries par l'utilisation de sorts ou d'amulettes. Ensuite les médecins ont utilisé, en cas de nécessité, différentes méthodes de traitement. Les instructions pour le déroulement des rituels ont par la suite été inscrites sur rouleaux de papyrus par les prêtres accomplissant le cérémonial.

## Principaux papyrus

### Edwin Smith

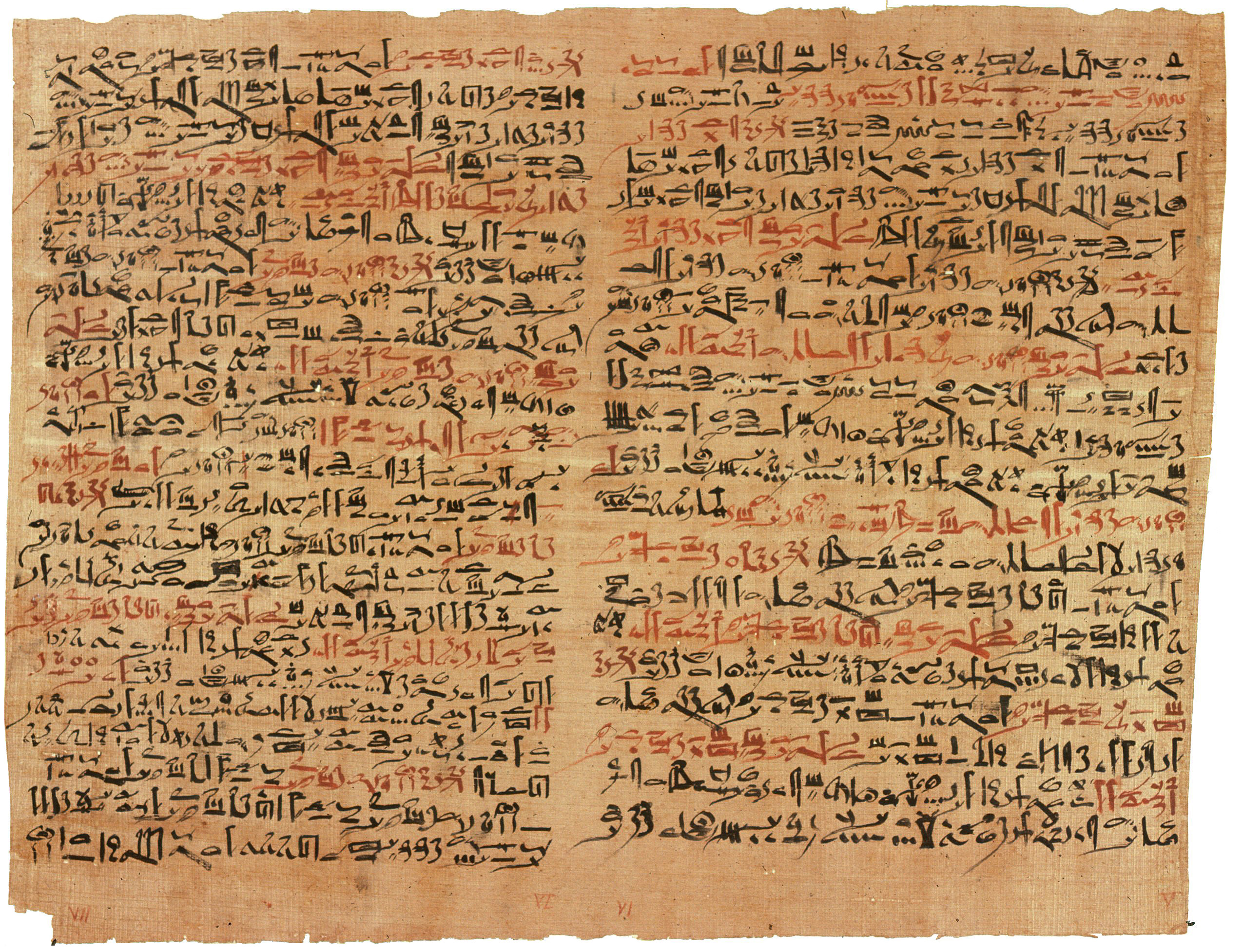
Le papyrus Edwin Smith est un texte de médecine égyptienne antique (qui remonte peut-être à une date aussi lointaine que -2600) et qui traite du diagnostic et du traitement des blessures.

On pense que le papyrus Edwin Smith est parmi les plus anciens textes médicaux connus à ce jour, il est le livre de médecine le plus détaillé et le plus sophistiqué existant sur papyrus. Le papyrus tire son nom de l'archéologue égyptien Edwin Smith qui l'a acheté dans les années 1860. Le papyrus comporte dix-sept pages et traite principalement des questions liées aux traumatismes, au diagnostic et au traitement. Ce texte démontre que les Égyptiens connaissaient le cœur, le foie, la rate, les reins, les uretères, la vessie et qu'ils savaient que les vaisseaux sanguins étaient reliés au cœur. 

### Ebers

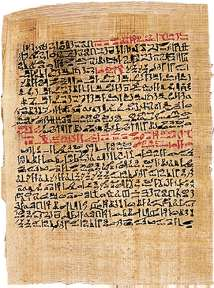
Le traitement du cancer dans le papyrus Ebers : en remède contre une tumeur, le dieu Xenus, recommande « tu t’abstiendras »

Le papyrus Ebers a également été découvert par Edwin Smith en 1862. Il tire son nom de l'égyptologue allemand Georg Moritz Ebers qui l'a acheté en 1872. Le papyrus date d'environ -1830 et comporte cent-dix pages, ce qui en fait le plus long papyrus médical. Il aborde différents sujets, notamment, la dermatologie, les maladies digestives, les traumatismes, les affections gynécologiques et les soins dentaires. Il fait de nombreuses références au traitement des maladies par les sorts ou les rituels religieux. Ce papyrus fait également référence aux migraines.

### Kahun
Les papyrus Kahun ont été retrouvés par Flinders Petrie en 1889. Ces papyrus traitent des maladies des femmes, en particulier des affections gynécologiques. Ils sont datés d'environ -1825. Ils contiennent trente-cinq paragraphes distincts. Les centres d'intérêt majeurs qui apparaissent à la lecture de ces papyrus sont les troubles de la reproduction et plus spécifiquement les maladies survenant pendant la grossesse.

### Hearst
Le papyrus Hearst est daté d'environ -2000, bien que des doutes subsistent quant à son authenticité. Il détaille plus particulièrement le traitement des maladies du système urinaire, du sang, des cheveux, ainsi que celui des morsures. Il a été largement étudié depuis sa publication en 1905.

### Louvre E 32847
Le papyrus médical Louvre E 32847 est entré dans les collections nationales françaises en 2006. Il comprend cinq livres : un recueil de médications pour la cour royale ; le préambule du livre des « tumeurs de Khonsou » ; le livre des « tumeurs de Khonsou », partie la plus développée du papyrus et qui parle de diverses tumeurs, de lymphomes et de cancers ; les instructions pour l’embaumement des grands personnages de la cour royale ; un dernier recueil de médications pour la cour royale. Des fragments additionnels existent à Copenhague (papyrus Carlsberg 917) mais leur apport n’est pas essentiel à l’étude du texte transmis par le papyrus du Louvre,.

## Autres papyrus
D'autres papyrus médicaux ont été retrouvés mais ils ont fait l'objet de recherches moins approfondies, parmi ceux-ci citons notamment :
- le papyrus médical Chester Beatty, dont le nom vient de Sir Alfred Chester Beatty qui a fait don de dix-neuf papyrus au British Museum. Les remèdes cités dans ces textes sont généralement inspirés par la magie et concernent surtout les affections qui se manifestent par des maux de tête et des douleurs anales ou rectales ;
- le London Medical Papyrus (en) qui se trouve au British Museum et date de Toutânkhamon. Bien qu'il soit en piteux état, son étude a permis de constater qu'il décrivait principalement les sorts utilisés comme remèdes contre la maladie ;
- les papyrus dramatique du Ramesséum qui traitent notamment, pour les numéros III et IV, de gynécologie. La majorité de ces documents sont toutefois des textes magiques de protection ;
- le papyrus Carlsberg, propriété de la Fondation Carlsberg. Le papyrus décrit les maladies des yeux et les troubles de la grossesse ;
- le papyrus Berlin 3038, acquis par Giuseppe Passalacqua, se compose de vingt-quatre pages et est très similaire au papyrus Ebers. Vendu plus tard à Friedrich Wilhelm IV de Prusse avec d'autres objets en 1827 pour l'Ägyptisches Museum de Berlin, ce papyrus a été traduit en allemand en 1909 ;
- le papyrus de Brooklyn (en), est consacré principalement aux morsures de serpent, il parle d'antidotes pour les venins de serpents, de scorpions et de mygales. Le papyrus de Brooklyn est actuellement au Brooklyn Museum.
- l'anonyme de Londres, datant du premier siècle, conservé au British Museum, l'un des plus longs conservés, permet d'avoir plus de connaissances sur la doxographie.